# Западно-Казахстанская областная филармония имени Г. Курмангалиева
Западно-Казахстанская областная филармония имени Г.Курмангалиева — концертная организация в Уральске. Открыта 25 января 1966 года.

## История
Западно-Казахстанская областная филармония имени Гарифоллы Курмангалиева создана постановлением Совета Министров Казахской ССР от 25 января 1966 года №66.
Первым директором филармонии назначен выпускник Алматинской государственной консерватории, высокообразованный специалист Уали Каримов. Певцы, куйши и танцоры набирались по конкурсу, а первый эстрадный ансамбль сформировался из таких талантливых молодых людей, как Бекболат Машканов, Нургали Божимов, Максат Мухитденов, Гульжамал Мамашева,  Гульжиян Атошева, Гульбарсин Сахипова. Его художественным руководителем назначен уральский музыкант Николай Горелов.
1996 году решением Министерства культуры и информации Республики Казахстан Западно-Казахстанской филармонии присвоено имя известного певца, народного артиста Казахстана Гарифоллы Курмангалиева.
Областная филармония им.Г.Курмангалиева занимает одно из красивейших зданий города, памятник  истории и архитектуры XIX века, расположенное  в самом центре  города (дом А.Карева). Функционируют 2 концертных зала и балетная студия.
В состав филармонии входят ансамбль народного танца «Назерке», оркестр национальных инструментов имени Даулеткерея, фольклорно-этнографический ансамбль «Орал сазы», камерный ансамбль «Классика».

## Артисты
1. Бердигалиев, Катимолла Жангирович — Заслуженный деятель Республики Казахстан
2. Казиев Ермек  — Заслуженный работник культуры Казахстана
3. Рахимова, Жумаганым Абльхаликовна — Заслуженная артистка Казахстана
4. Кожаков Канаткали — Заслуженный артист Казахстана
5. Кажимов, Кырымгерей Кажимович — Заслуженный деятель Республики Казахстан
6. Рахметжанов, Сагдат Габднасарович — Культурный деятель РК
7. Таудаева, Сауле Жамановна — Заслуженная артистка Казахстана
8. Амирханов, Мурат Амирханович — Заслуженный деятель Республики Казахстан
9. Нурымбетов, Еркин Шаяхметович — «Отличник культуры РК»
10. Хасанова, Жанылсын Аяпбергенова — Заслуженный деятель Республики Казахстан
11. Хайдарова Майра — «Отличник культуры РК»
12. Гайсагалиев Жаскелен — «Отличник культуры РК»
13. Баяндин Владимир — «Отличник культуры РК»
14. Казиев Асылхан — «Отличник культуры РК»
15. Айтбаев Камалиден — «Отличник культуры РК»